# Шафранов Петро Григорович
Петро Григорович Шафранов (рос. Пётр Григорьевич Шафранов; 9 січня 1901 — 4 листопада 1972) — радянський військовий діяч, Герой Радянського Союзу (1945), генерал-полковник. Депутат Верховної Ради СРСР III скликання (1950—1954).

## Біографія
Народився 9 січня 1901 року в селі Велике Фролово, нині Буїнського району республіки Татарстан, у селянській родині. Росіянин.
У Червоній Армії з жовтня 1919 року. Учасник Громадянської війни.
В 1923 році закінчив Саратовські артилерійські курси, у 1928 році Сумську артилерійську школу. Член ВКП(б) з 1926 року.
З 1928 по 1930 рік — командир батареї і тимчасовий виконувач обов'язків начальника полкової школи 56-го артилерійського полку (Псков).
у 1934 році закінчив артилерійську академію імені Ф. Е. Дзержинського. З травня 1935 року — інженер, з вересня 1937 року — начальник відділення Головного артилерійського управління РСЧА. З липня 1938 року — начальник сектора та начальник відділу у Комітеті оборони при РНК СРСР.
У фронтах німецько-радянської війни полковник П. Г. Шафранов з липня 1941 року. Спочатку як командир 778-го артилерійського полку 247-ї стрілецької дивізії 31-ї армії Резервного фронту. З жовтня 1941 року Шафранов командував артилерією 249-ї стрілецької дивізії в 22-й і 4-й ударній арміях на Калінінському і Північно-Західному фронтах.
249-та стрілецька дивізія в березні 1942 року за бойові успіхи була перетворена в 16-ту гвардійську стрілецьку дивізію. У вересні 1942 року став командиром цієї дивізії, переданої в 30-ту армію Західного фронту.
22 листопада 1942 року отримав чергове військове звання — генерал-майор.
У вересні 1943 року П. Г. Шафранов став командиром 36-го гвардійського стрілецького корпусу у складі 11-ї гвардійської армії Брянського, 2-го і 1-го Прибалтійських, 3-го Білоруського фронтів.
Від 13 вересня 1944 року у званні генерал-лейтенанта.
У жовтні-грудні 1944 року генерал-лейтенант П. Г. Шафранов командував 5-ю армією, а в грудні 1944 — травні 1945 року — 31-ю армією на 3-му Білоруському і 1-му Українському фронтах. До кінця січня 1945 року 31-ша армія підійшла до укріплень «Хайльсбергского трикутника». 8 лютого 1945 був штурмом узятий місто Ландсберг. Генерал-лейтенант П. Г. Шафранов керував з'єднаннями армії при ліквідації угруповання супротивника у березні-квітні 1945 року західніше міста Кенігсберга (нині — місто Калінінград).
Указом Президії Верховної Ради СРСР від 19 квітня 1945 року за зразкове виконання бойових завдань генерал-лейтенанту Петру Григоровичу Шафранову було присвоєно звання Героя Радянського Союзу з врученням ордена Леніна і медалі «Золота Зірка» (№ 7418).
Після ліквідації Кенігсберзької угруповання гітлерівців 31-шу армію спішно перекинули до складу 1-го Українського фронту в Сілезію. На території Чехословаччини генерал Шафранов зустрів День Перемоги, беручи участь у Празькій операції.
Після війни продовжував командувати 31-ю армією. У 1948 році П. Г. Шафранов закінчив Вищі академічні курси при Вищій військовій академії імені К. Е. Ворошилова.
Командував об'єднанням, військами ППО округів. На 1950 рік — командувач військ Донбаського району протиповітряної оборони (ППО) СРСР.
З липня 1956 року — начальник кафедри ППО Вищої військової академії, з грудня 1956 року — начальник Військової командної академії ППО.
З 18 лютого 1958 року у званні генерал-полковника.
У 1959—1966 роках — представник Головного командування Об'єднаних Збройних Сил держав — учасниць Варшавського Договору.
З 1966 року — у запасі. Жив у Москві. Помер 4 листопада 1972. Похований на Новодівичому кладовищі.